# San Giacomo Filippo
San Giacomo Filippo (San Giacùm in dialetto chiavennasco) è un comune italiano di 356 abitanti della provincia di Sondrio in Lombardia, situato nella Valle Spluga, detta anche Valle di San Giacomo.
Nel suo territorio si trova uno dei più noti santuari mariani della provincia, il Santuario della Madonna della Misericordia di Gallivaggio, con il più alto campanile della valle (52 metri) non annesso al santuario.

## Storia
La Val San Giacomo, dall'inizio del Duecento fino al 1815, era un comune unico diviso in tre terzieri:
- terziere di dentro di Isola con i quartieri di Isola, Madesimo, Pianazzo e le squadre di Teggiate e Rasdeglia;
- terziere di mezzo di Campodolcino, con i quartieri di Campodolcino, Fraciscio, Starleggia, Vhò e Portarezza;
- terziere di fuori di San Giacomo, composto dai seguenti quartieri:
  - San Giacomo, con le squadre di San Giacomo, Mescolana, Dalò e La Motta;
  - Monti di San Bernardo, con le squadre di Streccio, Pos Costa, Martinon, Scanabèch (oggi San Rocco), Drogho, Filigheggio, Ronchascio e Valesegna;
  - Monti di Olmo e Sommarovina, con le squadre di Olmo, Sommarovina, Albareda, Costa;
  - Lirone, con le squadre di Lirone, Cimaganda (o Somganda), Gallivaggio (o Gallivascio) e Avero.

Durante la Restaurazione, in un primo momento il governo austriaco decise infatti spezzare in tre parti il vecchio comune per indebolirlo, dato che la popolazione aveva mostrato forti simpatie verso la Svizzera fin dall’annessione alla Repubblica Cisalpina, avvenuta vent’anni prima solo grazie alle minacce di Antonio Aldini, rappresentante di Napoleone.
L'accorpamento dei distinti comuni di San Bernardo, di Sommarovina con Albaredo e di Gallivaggio con Lirone, Vhò, Cimaganda e Prestone avvenne solo nel 1816, nel contesto di alcune variazioni amministrative della neonata provincia della Valtellina. Fino al 1864, il nuovo comune si chiamò semplicemente San Giacomo.

### Frana di Gallivaggio
Il 29 maggio 2018 una massa di circa 5000 metri cubi di materiale franò sull'area nei pressi del santuario di Gallivaggio, provocando numerosi danni.

### Simboli
Lo stemma municipale riprende fedelmente la blasonatura della cosiddetta bandiera di San Giacomo, conservata a San Giacomo Filippo. Si tratta di una bandiera divisa in tre fasce orizzontali (una per ciascun terziere della valle), ognuna delle quali è a sua volta divisa in quattro strisce di colore nero, verde, rosso e giallo (in onore dei quartieri di ogni terziere). Al centro campeggia un riquadro con l'effigie di San Giacomo, contornata da due palme e sormontante un cartiglio con l'iscrizione "Vallis S. Jacobi".

## Monumenti e luoghi d'interesse

### Architetture religiose

#### Chiesa di San Giacomo
La chiesa parrocchiale di San Giacomo è nominata per la prima volta nel 1119 e ancora nel 1178 risultava essere l'unica chiesa della valle cui dà il nome. Dal 1460 divenne anche chiesa battesimale. Fu ampliata in forme barocche – che conserva tuttora – a metà del XVII secolo. L'interno presenta l'altare principale in legno scolpito e dorato e, nella cappella di destra, un secondo altare di lavorazione simile dedicato alla Madonna. Sulla controfacciata si trovano affreschi settecenteschi attribuiti a Pietro Bianchi di Como; sulla parete di destra un dipinto della Madonna con il Bambino e personaggi locali eseguito da Gian Battista Macolino, originario della valle, nel 1644. Il grande affresco sulla volta è opera del 1915 di Eliseo Fumagalli di Delebio. Sulla facciata della casa parrocchiale si può vedere un affresco della seconda metà del Quattrocento di una Madonna e il Bambino tra san Giacomo e san Guglielmo dove in un angolo è raffigurato, più piccolo rispetto agli altri personaggi sacri, l'offerente, il vice curato Pietro della Maria di Prat.

#### Santuario della Madonna di Gallivaggio

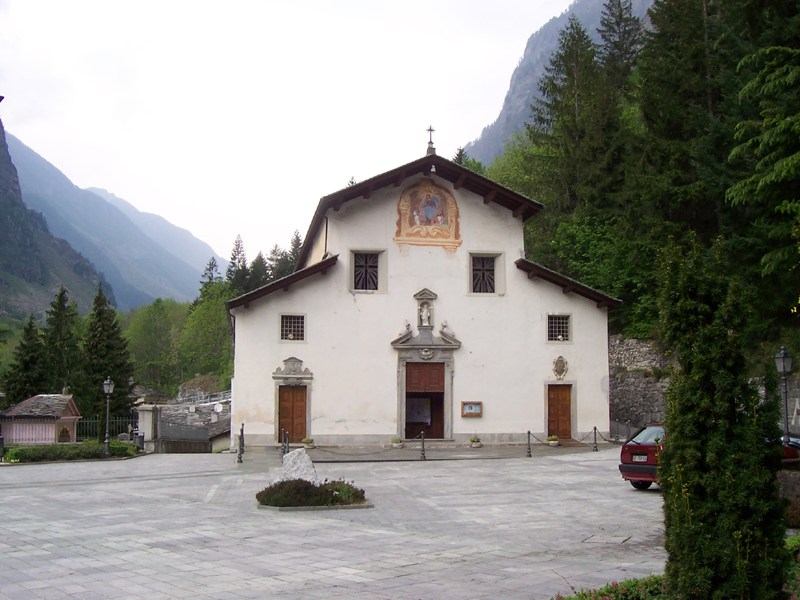
Il santuario della Madonna di Gallivaggio

Il Santuario della Madonna della Misericordia di Gallivaggio fu completato e consacrato nel 1615 per ricordare l'apparizione della Vergine Maria a due fanciulle, avvenuta secondo la tradizione il 10 ottobre 1492 mentre raccoglievano castagne nel bosco.
Nella primavera del 2018, una frana che da giorni minacciava la zona del Santuario si staccò dalla montagna. La chiesa rimase in piedi, anche se i danni causati dai detriti resero la struttura inagibile. Qualche giorno prima dello smottamento, le principali opere d'arte del Santuario furono spostate in luogo sicuro.

#### Altre architetture religiose
- Il santuario di San Guglielmo di Orenga (o di Orezia), situato sulla riva destra del torrente Liro, edificato per ricordare l'eremita lariano vissuto nel XIII secolo e morto nel 1290. Il santuario è annoverato nell'elenco dei Santuari e templi votivi della Diocesi di Como[15].
- La chiesa della frazione di San Bernardo ai Monti.
- La chiesetta di Vho, dedicata a San Giovanni Nepomuceno,[16] al cui interno trova posto una statua in legno raffigurante la Madonna[17][16][17]
- L'oratorio di Sant'Antonio Abate (XVIII secolo), nel nucleo disabitato di Vallesegna[16]
- Le cappelle di Lirone, di cui una dedicata alla Madonna[17]
- La cappella mariana di Cimaganda[17][16]

#### Santelle
- Santella del Macolino, Madonna col Bambino affrescata sulla parete esterna del ristorante situato poco sotto al Santuario di Gallivaggio[17]
- Santelle a Lirone e a Cimaganda[17][16]

### Altro
- Il ponte di ferro lungo la strada Statale, a pochi metri da Gallivaggio, recentemente sostituito da un più moderno ponte prefabbricato a due corsie.
- Nucleo abbandonato di Misciö[16]

## Società

### Evoluzione demografica
Abitanti censiti

## Economia

### Artigianato
Diffusa è la lavorazione del peltro, finalizzata alla produzione di oggetti artistici, monili, trofei, vassoi e piatti.

### Industria
È presente la Centrale idroelettrica di San Bernardo per la produzione di energia elettrica.